# Агнево
Агнево — река на острове Сахалин Сахалинской области России. Длина — 66 км. Площадь водосборного бассейна — 721 км². Относится к Амурскому бассейновому округу.
Названо по нивхскому стойбищу, в переводе — «поселение, находящееся на реке-самце».

## Расположение
Агнево находится в западной части центрального Сахалина. Исток реки расположен в 21 километре от села Онор на северном склоне горы Дивизионная, в северной части Камышового хребта на высоте около 830 метров над уровнем моря. Отсюда река течёт по горному ущелью на север, постепенно отклоняясь на северо-запад. Устье реки расположено на берегу Татарского пролива между мысами Маркевича и Фуругельма в 35 километрах от города Александровск-Сахалинский.

## Описание
Ширина в разных местах замеров достигает 15-20 метров. Агнево течёт по сухой скалистой и лесистой местности. Высота скал и сопок по берегам реки достигает 730—830 метров в районе устья и 300—440 метров ближе к истокам. Крупнейшие из них — Дивизионная (838,6 м), Покасная (734,9 м), Кукушкина (705,0 м), Ванина (483,0 м), Норка (689,0 м), Победы (443,0 м), Сигнальная (476,8 м), Ориентир (604,0 м), Чистая (488,9 м), Больничная (305,0 м), Угольная (441,3 м). Ближе к устью к реке прилегает с юга хребет Агниевский и с севера хребет Голый.
Берега покрыты смешанным елово-берёзовым и пихтово-берёзовым лесом с высотой деревьев до 20 метров. Скорость течения Агнево — до 0,6-1,0 м/с. С возвышенностей в реку стекают многочисленные реки и ручьи.
Единственный населённый пункт на реке — село Владимировка, расположенное в месте впадения в Агнево одноимённого притока. По данным 2002 года постоянного населения в селе нет. Кроме того, в устье реки находятся развалины заброшенного рыбацкого посёлка Усть-Агнево. От посёлка через Владимировку и далее по побережью реки до самых её истоков тянется грунтовая дорога, пересекающая Агнево в нескольких местах вброд.

### Речная система Агнево
В Агнево впадает несколько относительно крупных рек, самый крупный её приток — река Владимировка, имеет 27 километров в длину.
От истока
← Левый приток → Правый приток (с отступом даны притоки притоков)
→ Водораздельный — 5 км от истока
→ Луговка — 7 км от истока
→ Нефтяной — 8,5 км от истока
→ Таёжный
← Осиповка — 54 км от устья
→ Беговой
← Стальной
→ Таськин
→ Ващенкин
→ Королева
→ Сербин
→ Пятый
← Пиленга — 44 км от устья
← Долинка
← Зелёный
→ Славянка
← Берёзовка — 42 км от устья
→ Парный
→ Старопореченская
→ Пореченский
→ Поповка — 40 км от устья
← Немцев Ключ
→ Борисовка — 35 км от устья
→ Майский
→ Щедрый
← Варшавская
→ Длинный
← Счастья
→ Дружбы
→ Южный
← Горелый
→ Митина
→ Медвежка
← Чернолесенка — 28 км от устья
← Токовая Падь
→ Тихий
→ Косолаповский
← Мельничный
→ Владимировка — 16 км от устья
← Безугольный
← Хорягина
→ Лидин
← Смольный
← Грязный
← Холодный
← Загорный
← Февраленка
← Поздний
← Бычок
← Рекордный
← Нижний
← Лобановка
→ Барачный
← Ягодный
← Дорожный
→ Банный
→ Зелёное — 2,5 км от устья